# Mistrzostwa Ameryki Południowej w Lekkoatletyce 1926
4. Mistrzostwa Ameryki Południowej w Lekkoatletyce – zawody sportowe, które odbyły się w stolicy Urugwaju - Montevideo. Startowali tylko mężczyźni.

## Medaliści
| Konkurencja              |                     | Wynik   |                       | Wynik   |                       | Wynik   |
| ------------------------ | ------------------- | ------- | --------------------- | ------- | --------------------- | ------- |
| 100 m                    | Eduardo Albe        | 11.0    | Alberto Barucco       | 11.2    | Juan Carlos Ure Aldao | ?       |
| 200 m                    | Eduardo Albe        | 21.8w   | Juan Carlos Ure Aldao | 22.0w   | Roberto Genta         | 22.1w   |
| 400 m                    | Federico Brewster   | 50.0    | Ángel Prada           | 50.4    | Guillermo Godoy       | ?       |
| 800 m                    | Leopoldo Ledesma    | 1:58.4  | Ernesto Medel         | 2:00.0  | Víctor Moreno         | ?       |
| 1500 m                   | Leopoldo Ledesma    | 4:11.0  | Víctor Moreno         | 4:12.0  | Ernesto Medel         | ?       |
| 3000 m                   | Manuel Plaza        | 8:51.4  | Pedro Pérez           | 9:00.4  | Fernando Cicarelli    | 9:12.8  |
| 5000 m                   | Manuel Plaza        | 15:12.4 | Pedro Pérez           | 15:40.2 | Fernando Cicarelli    | 15:40.4 |
| 10 000 m                 | Manuel Plaza        | 31:54.0 | José Ribas            | 32:48.2 | Juan Bravo            | ?       |
| 110 m ppł                | Valerio Vallanía    | 15.6    | Alfredo Ugarte        | 15.8    | César Tartaglia       | ?       |
| 400 m ppł                | Federico Brewster   | 55.4    | Carlos Müller         | 56.8    | Raúl Lafitte          | 56.8    |
| Skok wzwyż               | Valerio Vallanía    | 1.85    | Carlos Patiño         | 1.80    | Atilio Vallanía       | 1.80    |
| Skok o tyczce            | Jorge Haeberli      | 3.65    | Enrique Sansot        | 3.50    | Máximo Virgolini      | 3.50    |
| Skok w dal               | Valerio Vallanía    | 6.75    | Julio Moreno          | 6.66    | H. Carvallo           | 6.47    |
| Trójskok                 | Luis Brunetto       | 15.10   | Atilio Vicentini      | 14.22   | Raúl Leal             | 13.42   |
| Pchnięcie kulą           | Benjamín Acevedo    | 13.07   | Custodio Seguel       | 13.06   | Jorge Llobet Cullen   | 12.59   |
| Rzut dyskiem             | Jorge Llobet Cullen | 38.46   | Pedro Elsa            | 38.34   | David Martín Estévez  | 38.26   |
| Rzut młotem              | Federico Kleger     | 46.46   | Luis Romana           | 44.84   | Ricardo Bayer         | 43.77   |
| Rzut oszczepem           | Carlos Maldonado    | 51.93   | Juan Ahlers           | 48.63   | Custodio Seguel       | 47.93   |
| Dziesięciobój            | Valerio Vallanía    | 5937.57 | Guillermo Newbery     | 5895.47 | Erwin Gevert          | 5765.42 |
| Sztafeta 4 x 100 m       | Argentyna           | 43.2    | Urugwaj               | 43.6    | Chile                 | ?       |
| Sztafeta 4 x 400 m       | Argentyna           | 3:25.2  | Chile                 | 3:30.0  | ?                     | ?       |
| Bieg drużynowy na 3000 m | Chile               | ?       | Argentyna             | ?       | Urugwaj               | ?       |
| Bieg przełajowy          | Manuel Plaza        | 35:40.2 | A. Castillo           | 36:39.0 | José Ribas            | ?       |

## Tabela medalowa
| Poz. | Państwo   |    |    |   | Łącznie |
| ---- | --------- | -- | -- | - | ------- |
| 1    | Argentyna | 17 | 9  | 8 | 34      |
| 2    | Chile     | 6  | 11 | 9 | 26      |
| 3    | Urugwaj   | 0  | 3  | 5 | 8       |